# Гоган
Гоган (рум. Gogan) — село у повіті Муреш в Румунії. Входить до складу комуни Бахня.
Село розташоване на відстані 241 км на північний захід від Бухареста, 26 км на південь від Тиргу-Муреша, 87 км на південний схід від Клуж-Напоки, 111 км на північний захід від Брашова.

## Населення
За даними перепису населення 2002 року у селі проживали 674 особи.
Національний склад населення села:
| Національність | Кількість осіб | Відсоток |
| -------------- | -------------- | -------- |
| угорці         | 457            | 67,8%    |
| румуни         | 162            | 24,0%    |
| цигани         | 54             | 8,0%     |

Рідною мовою назвали:
| Мова      | Кількість осіб | Відсоток |
| --------- | -------------- | -------- |
| угорська  | 460            | 68,2%    |
| румунська | 203            | 30,1%    |
| циганська | 10             | 1,5%     |